# Allapuram
Allapuram è una suddivisione dell'India, classificata come town panchayat, di 26.660 abitanti, situata nel distretto di Vellore, nello stato federato del Tamil Nadu. In base al numero di abitanti la città rientra nella classe III (da 20.000 a 49.999 persone).

## Geografia fisica
La città è situata a 12° 54' 06 N e 79° 08' 01 E.

## Società

### Evoluzione demografica
Al censimento del 2001 la popolazione di Allapuram assommava a 26.660 persone, delle quali 13.215 maschi e 13.445 femmine. I bambini di età inferiore o uguale ai sei anni assommavano a 2.804, dei quali 1.379 maschi e 1.425 femmine. Infine, coloro che erano in grado di saper almeno leggere e scrivere erano 20.139, dei quali 10.661 maschi e 9.478 femmine.